# Ranunculus multisectus
Ranunculus multisectus är en ranunkelväxtart som beskrevs av Adolf Peter S.J. Haas. Ranunculus multisectus ingår i släktet ranunkler, och familjen ranunkelväxter. Inga underarter finns listade i Catalogue of Life.

## Bildgalleri

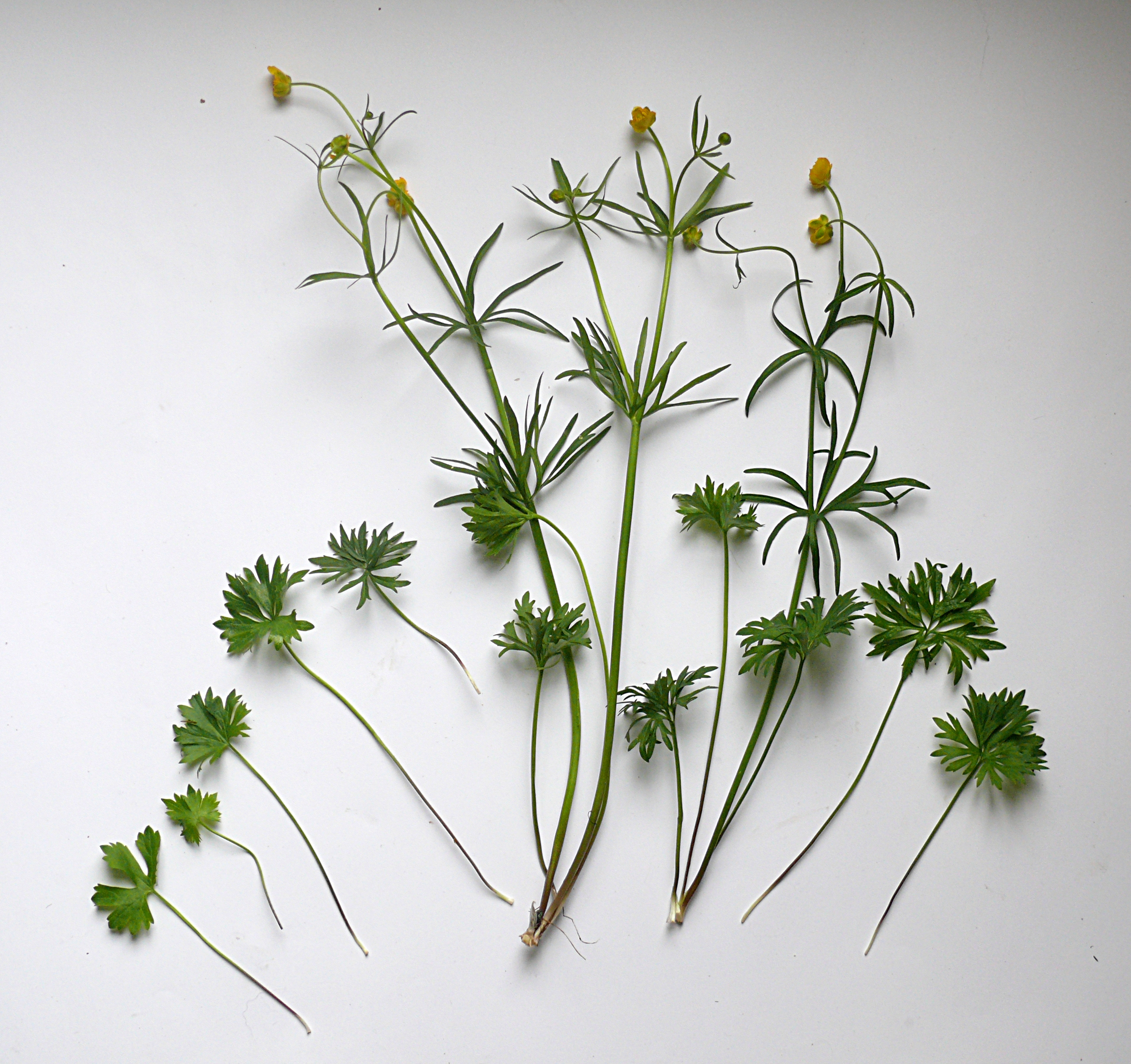